# Ludwig Scharinger

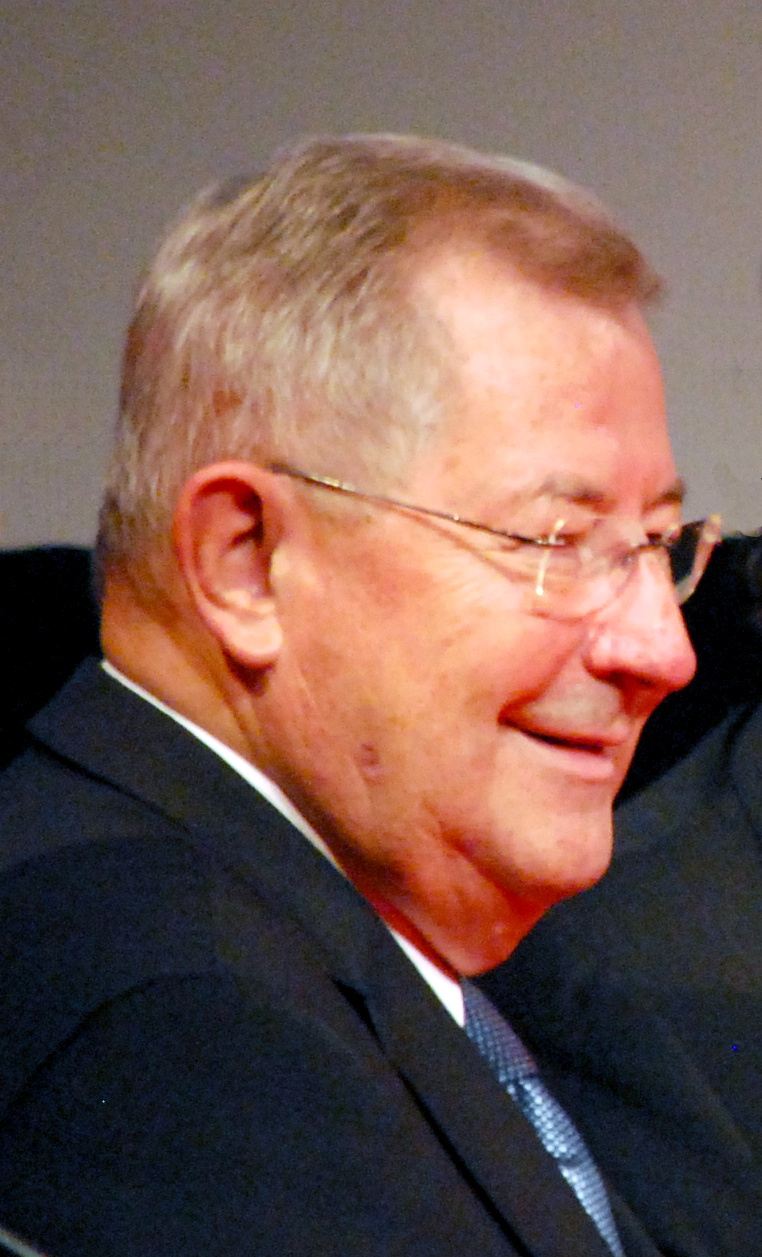
Ludwig Scharinger (2012)

Ludwig Scharinger (* 19. Oktober 1942 in Arnreit, Oberösterreich; † 10. Jänner 2019 in Linz) war ein österreichischer Bankmanager. Von 1985 bis 2012 war er Generaldirektor und Vorstandsvorsitzender der Raiffeisenlandesbank Oberösterreich.

## Leben

### Ausbildung
Ludwig Scharinger absolvierte die höhere Bundeslehr- und Forschungsanstalt Francisco Josephinum in Wieselburg und studierte Betriebs- und Sozialwirtschaft an der Johannes Kepler Universität Linz.

### Raiffeisenlandesbank Oberösterreich
1972 trat Scharinger in die Raiffeisenlandesbank Oberösterreich ein, 1974 verlieh man ihm die Prokura, 1978 wurde er in die Geschäftsleitung berufen und ab 1985 war er Generaldirektor. 
Er stand der ÖVP nahe. Von seinen Kritikern wurde er ob seines Auftretens mit dem Spitznamen „König Ludwig“ bedacht, auch als „eigentlicher Landeshauptmann von Oberösterreich“ oder „Luigi Monetti“ wurde er oft bezeichnet.
Unter der Führung von Scharinger nahm die Raiffeisenlandesbank Oberösterreich einen starken Aufschwung. Er war Vizepräsident der Raiffeisen Zentralbank Österreich. Um die voestalpine AG 2003 vor einer drohenden feindlichen Übernahme zu schützen, schmiedete er mit Partnern ein Konsortium unter Führung der Raiffeisenlandesbank Oberösterreich, welches heute den Hauptaktionär des Unternehmens bildet.
Im Dezember 2008 wurde sein Vorstandsmandat vom Aufsichtsrat unter Vorsitz von Jakob Auer verlängert, er hatte jedoch vor, nur noch maximal drei Jahre lang Generaldirektor zu bleiben.
Im März 2012 trat er mit 69 Jahren nach fast 27 Jahren als Generaldirektor der größten Bank im Bundesland Oberösterreich ab. Als sein Nachfolger wurde bereits im Oktober 2011 Heinrich Schaller bekanntgegeben, der Scharinger Anfang April 2012 nachfolgte. 
Scharinger war noch einige Jahre als Konsulent bei der Raiffeisenlandesbank Oberösterreich tätig. Mit 31. März 2014 hat er aus gesundheitlichen Gründen diese Konsulententätigkeit beendet.

### Weitere Funktionen und Mitgliedschaften
Neben zahlreichen Aufsichtsratsfunktionen war Scharinger auch Honorarkonsul der Tschechischen Republik.
Darüber hinaus engagierte er sich auch in der Wirtschaftsvertretung. 1985 wurde er zum Obmann-Stellvertreter der Sparte Bank und Versicherung der Wirtschaftskammer Oberösterreich gewählt, seit 2000 stand er als Obmann an der Spitze der oberösterreichischen Branchenvertretung für Banken und Versicherungen. Auch auf Bundesebene stellte er sein Fachwissen in verschiedenen Ausschüssen und Gremien zur Verfügung. 1985 wurde Scharinger außerdem in den Aufsichtsrat der oberösterreichischen Kreditgarantiegesellschaft, 1996 auch in den Aufsichtsrat der oberösterreichischen Unternehmensbeteiligungsgesellschaft gewählt.
An der Johannes Kepler Universität Linz war er Vorsitzender des Universitätsrats und hatte zudem die Funktion eines Universitätslektors für das Fachgebiet „Genossenschaftswesen und Volkswirtschaft“. Unter Scharinger gelang es der RLB-OÖ, ihre Präsenz an der Johannes-Kepler-Universität weiter auszuweiten. Begonnen hatte alles mit der Errichtung eines (Raiffeisen-)Bankengebäudes, einem „Raiffeisen-Hörsaal“ und einem Scharinger-Förderpreis für wirtschaftswissenschaftliche Arbeiten. Die durch seinen Einfluss in die Kepler-Universität investierten Geldbeträge brachten ihm dann auch den Sessel des Vorsitzenden im Universitätsrat ein. Kritiker sprachen daher auch davon, dass durch derartige Sponsor-Finanzierung die Unabhängigkeit von Lehre und Forschung unmöglich wird.
Ludwig Scharinger fungierte von 2012 bis 2015 als Präsident der Österreichisch-Russischen Freundschaftsgesellschaft (ORFG), die sich die Vernetzung Österreichs und Russlands in den Bereichen Wirtschaft, Politik, Bildung und Kultur zum Ziel gesetzt hat. 2015 wurde Richard Schenz zu seinem Nachfolger als Präsident der ORFG gewählt.
Als Schüler trat er der Mittelschülerverbindung K.Ö.Agr.StV. Bergland Wieselburg (MKV) bei. Er war Mitglied der katholischen Studentenverbindungen KAV Austro-Danubia Linz und KÖStV Severina Linz im ÖCV sowie seit 2008 der KAV Capitolina Rom im CV. Wie Landeshauptmann Josef Pühringer nahm er in der Vergangenheit am Linzer Burschenbundball teil.

### Tod

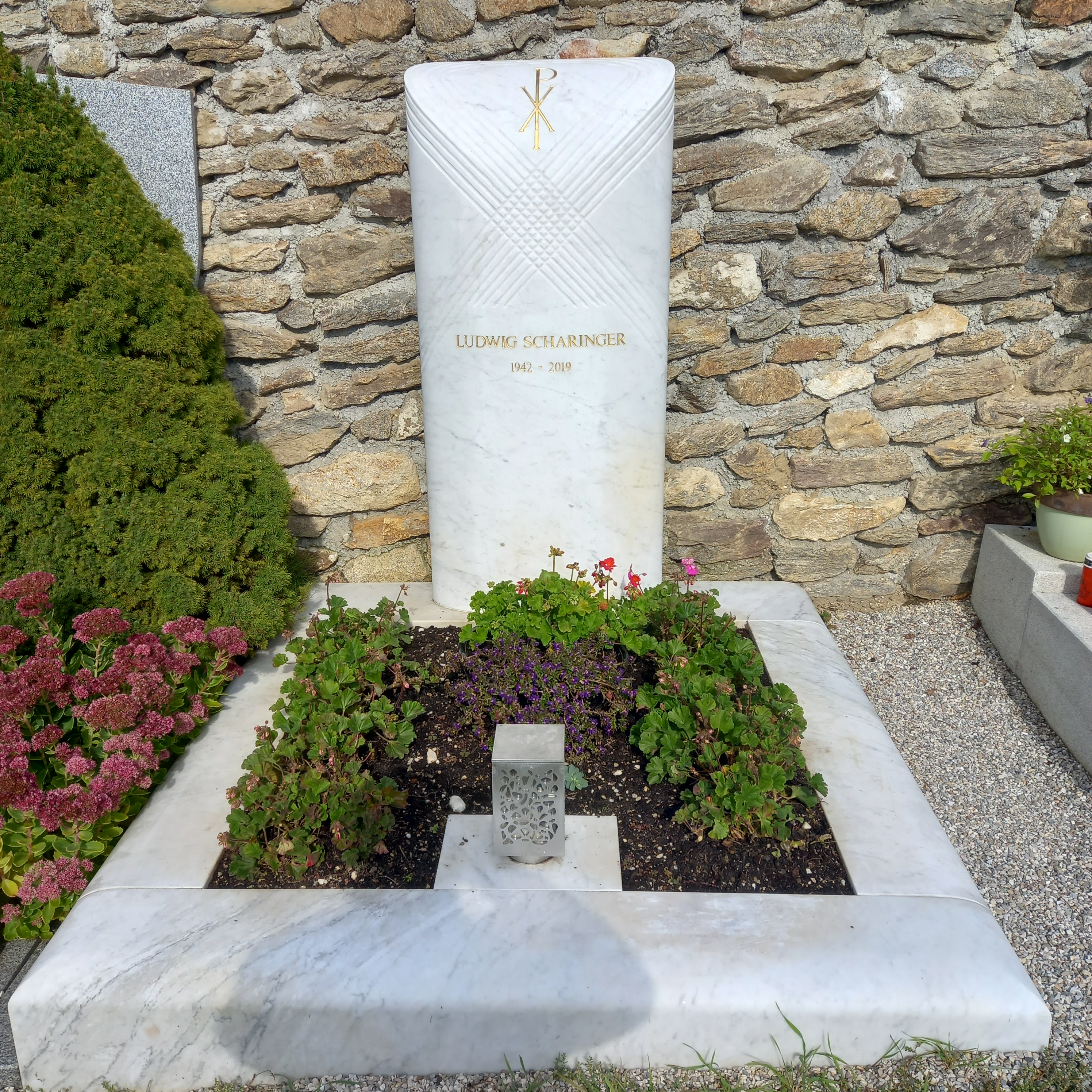
Das Grab von Ludwig Scharinger auf dem Friedhof St. Magdalena (Linz)

Scharinger starb im Jänner 2019 und hinterließ seine Frau Anneliese und vier Töchter.
Er wurde am Friedhof St. Magdalena (Linz) bestattet.

## Ehrungen und Auszeichnungen
- 2003: Großes Goldenes Ehrenzeichen für Verdienste um die Republik Österreich[11]
- Ehrensenator der Universität Linz
- Ehrenring der Stadt Linz
- Ehrenring der Gemeinde Arnreit
- Ehrenbürger der Gemeinde Arnreit
- Goldenes Ehrenzeichen des Landes Oberösterreich
- Jan Masaryk-Orden (Außenministerium Tschechien)[12]